# Santa Cruz (Armamar)
Santa Cruz é uma povoação portuguesa sede da Freguesia de Santa Cruz do Município de Armamar, freguesia com 7,88 km² de área e 173 habitantes (censo de 2021), tendo, por isso, uma densidade populacional de 22 hab./km².
Até 30 de agosto de 1995, a sua designação oficial era Santa Cruz de Lumiares.
Santa Cruz de Lumiares, ou Santa Cruz, fica na parte sul do Município. Tudo leva a crer que a villa rustica tenha tido um templo a Santa Cruz e daí o nome da localidade.
O nome de Santa Cruz de Lumiares e a sua paróquia vem mencionada nos limites de Couto de Argeriz, em 1161, assim como as inquirições de 1258 (de D. Afonso III de Portugal) também o confirmam, e era couto do Conde de Lumiares.
Da freguesia faz ainda parte o lugar de Vila Nova, situado mais a sul.

## Economia
A agricultura que se pratica é de subsistência e em regime de minifúndio. Cultiva-se batata, cereal, fruta e vinho. Nos últimos anos tem-se intensificado a produção de maçã em extensos pomares que introduzem mudanças ao nível da paisagem.
A pastorícia, atividade que vem de tempos remotos, ainda vai representando algo na economia da freguesia mas já muito longe da realidade de outros tempos.
Do património histórico da freguesia fazem parte a igreja paroquial, a capelinha da Sra. da Livração (1874), capela Miradouro da Sra. da Saúde, em Vila Nova na serra do mesmo nome e a capela do Espírito Santo, também em Vila Nova.
Destaque especial merece a capela de São Gregório pela importância que o culto associado a este monumento tem, não só a nível da freguesia mas também do Município. A Feira e Romaria a São Gregório acontece a 12 de março e tem longínquas tradições que interessa preservar.
Vila Nova, a outra localidade da freguesia tem origens no século XII ou até mesmo antes da Nacionalidade nalgum prédio rústico. Neste lugar são tradição as indústrias caseiras de laticínios e carne como resultado da atividade da pastorícia. Vila Nova é conhecida por ser a terra dos queijinhos de cabra e de outro produto que é um dos melhores rótulos da gastronomia de Armamar, o Cabritinho.
Com pastagens de excelente qualidade, Vila Nova está muito ligada à pastorícia com criação de gado caprino. Antigamente outras atividades artesanais aproveitavam todos os recursos da pastorícia, caso das mantas de burel, que eram feitas em São Martinho e Lumiares, terras de fiadores e cardadores. Os pastores usavam-nas no inverno atadas aos ombros, em conjunto com polainos de junco feitos em Vila Nova e que os protegiam dos frios e das grandes nevadas. Outra das indumentárias dos pastores era a palhoça (ou croça), espécie de sobretudo feito em junco ou palha de centeio e que servia para os proteger da chuva.

## Demografia
A população registada nos censos foi:
| Distribuição da População por Grupos Etários | Distribuição da População por Grupos Etários | Distribuição da População por Grupos Etários | Distribuição da População por Grupos Etários | Distribuição da População por Grupos Etários |
| -------------------------------------------- | -------------------------------------------- | -------------------------------------------- | -------------------------------------------- | -------------------------------------------- |
| Ano                                          | 0-14 Anos                                    | 15-24 Anos                                   | 25-64 Anos                                   | > 65 Anos                                    |
| 2001                                         | 39                                           | 26                                           | 106                                          | 60                                           |
| 2011                                         | 30                                           | 21                                           | 99                                           | 56                                           |
| 2021                                         | 17                                           | 24                                           | 79                                           | 53                                           |